# Jerreba J. Jammeh
Jerreba J. Jammeh ist Politiker im westafrikanischen Staat Gambia.

## Leben
| Parlamentswahl | Stimmen | Stimmanteil |
| -------------- | ------- | ----------- |
| 1987           | 905     | 12,02 %     |
| 1992           | 3439    | 45,60 %     |

Bei den Parlamentswahlen 1987 trat Jammeh als Kandidat der National Convention Party (NCP) im Wahlkreis Lower Niumi zur Wahl an. Er unterlag mit 12,02 % der Stimmen den Kandidaten der People’s Progressive Party (PPP), Dodou N’Gum, und den Kandidaten der Gambian People’s Party (GPP) Jain Coli Fye. Bei den Parlamentswahlen 1992 trat Jammeh als Kandidat der NCP erneut im Wahlkreis zur Wahl an. Er gewann den Wahlkreis vor N’Gum und Musa M. Sonko (GPP) und A. Baboucarr Gaye (PDOIS). Er wurde Vertreter des Wahlkreises im Parlament. Bei den folgenden Parlamentswahlen 1997 trat Jammeh nicht an.